# حاجی عبدالرحیم اوبا
حاجی عبدالرحیم اوبا (به ترکی آذربایجانی: Hacıəbdürəhimoba) یک منطقه مسکونی در جمهوری آذربایجان است که در شهرستان خاچماز و در دهیاری بستانچی واقع شده‌است.